# 써든 데스
《써든 데스》(영어: Sudden Death)는 1995년 미국에서 제작된 장 끌로드 반담 주연, 피터 하이엄스 감독의 액션 영화이다.

## 줄거리
대런 매코드는 2년 전 주택 화재에서 어린 소녀를 구하지 못한 후, 피츠버그 소방국의 프랑스계 캐나다인 출신 소방관에서 현재는 피츠버그 시민 경기장의 소방경으로 일하고 있다. 1995년 스탠리 컵 결승전 기간 동안 피츠버그 펭귄스와 시카고 블랙호크스 (1992년 스탠리 컵 결승전의 가상 리매치) 간의 경기 중, 테러리스트 집단이 미국의 부통령과 여러 VIP들을 럭셔리 스위트룸에 인질로 잡는다. 비밀경호국 요원 조슈아 포스는 경기장을 폭발물로 연결하고 경기가 끝날 때 폭파시킬 계획이며, 수억 달러를 여러 역외 계좌로 송금하고 있다.
대런은 아들 타일러와 딸 에밀리를 데리고 스탠리 컵 결승 7차전에 간다. 이는 타일러의 생일 선물이다. 오빠와 여동생 사이의 말다툼으로 에밀리가 도망가고, 테러리스트 중 유일한 여성 멤버인 칼라(원래 공연자를 죽인 후 지역 마스코트 아이스버그로 위장하고 있다)에게 납치된다. 칼라는 에밀리를 다른 인질들과 함께 스위트룸에 가두고, 인질들은 곧 처형될 위기에 처한다. 아들이 사라지는 것을 원치 않는 대런은 타일러에게 자기 자리에 있으라고 명령하고 에밀리를 찾으러 간다. 칼라가 대런을 죽이려 하지만, 대런은 싸움에서 공격을 피하고 그녀를 죽인다. 그 후, 대런은 경비원에게 도움을 요청하지만, 그 경비원은 위장한 다른 테러리스트였고, 대런에게 살해당하기 전에 자신들의 범죄 작전을 밝힌다. 상황을 알게 된 대런은 임원실에서 휴대폰을 찾아 비밀경호국 요원 매튜 홀마크에게 연락한다. 홀마크는 대런에게 요원들이 상황을 처리할 동안 대기하라고 조언한다. 대런은 화를 내며 거절하고, 직접 처리하겠다고 말한다.
비밀경호국과 피츠버그 경찰국이 협력하여 경기장을 에워싸고 대치 상황이 발생한다. 한편, 대런은 몇몇 폭탄을 찾아 해체하고 (또한 포스의 부하 몇 명을 죽이거나 피하며), 포스 자신은 1피리어드와 2피리어드가 끝난 후 여러 인질을 죽인다. 홀마크는 마침내 경기장 안으로 들어와 대런을 만나고, 대런은 나머지 폭탄이 어디에 있을 가능성이 높은지 설명한다. 홀마크는 포스와 한패임이 드러나고, 타일러를 납치하려 하지만 실패한다. 홀마크는 대런에게 자신의 본모습을 드러내고, 대런은 그에게 불을 붙여 결국 그를 죽인다. 대런은 홀마크의 전화로 포스에게 연락하고, 포스는 자신의 딸을 인질로 잡고 있다고 조롱한다.
시간이 흐르면서 대런은 더 많은 폭탄을 해체하지만, 포스의 부하들과의 대결로 인해 심하게 느려진다. 한 지점에서, 대런은 불량배들을 피하기 위해 피츠버그 골키퍼 복장을 하고 경기에 참가하여 골을 성공적으로 방어한다. 3피리어드가 끝나갈 무렵, 뤽 로비타이는 마지막 순간에 피츠버그를 위해 동점골을 넣었고, 이로 인해 서든 데스 연장전이 시작되어 경기가 길어진다. 남은 폭탄을 찾을 시간이 없다고 판단한 대런은 경기장 지붕으로 올라간다. 그는 포스의 부하 두 명을 물리치고, 그중 한 명은 득점판에 떨어져 폭발한다. 경기장이 혼돈에 빠지자, 대런은 위에서 구단주 박스로 진입하여 에밀리, 부통령, 그리고 남은 인질들을 구출한다. 대런과 에밀리는 타일러와 재회하고 경기장을 떠나려 한다.
포스는 탈출하여 패닉에 빠진 군중 속으로 섞여든다. 그는 폭탄 중 하나를 터뜨려 경기장 일부를 침수시키고, 에밀리가 자신을 알아보자 다시 납치한다. 그들은 헬리콥터가 포스를 태우기 위해 기다리고 있는 경기장 꼭대기로 향한다. 대런은 개입하여 포스가 딸을 쏘기 전에 그녀를 구한다. 포스가 도망치려 하자, 대런은 조종사를 쏴서 헬기가 멈추고 경기장으로 떨어지게 하여 포스가 얼음에 충돌하면서 헬기가 폭발하여 사망한다. 대런은 대기 중인 구급대로 이송되고, 그의 아이들은 구급대원들에게 아빠의 영웅적인 행동을 이야기한다.

## 출연
- 장 끌로드 반담 - 대런 맥코드
- 파워스 부스 - 조슈아 포스
- 휘트니 라이트 - 에밀리 맥코드

## 한국판 성우진 (MBC, 1999년 2월 13일)
- 안지환 - 대런 맥코드(장 끌로드 반담)
- 이윤연 - 조슈아 포스(파워스 부스)
- 박선영 - 에밀리 맥코드(휘트니 라이트)
- 황일청 - 대니얼 벤더 부통령(레이몬드 J. 배리)
- 이병식 - 매튜 홀마크(도리안 헤어우드)
- 이영달 - 주방장(폴 모크닉)
- 한규희 - 경기장 직원(장 피에르 누티니)
- 김용식 - 경비원(잭 스켈리)
- 홍승옥 - 주방장의 아내(폴 모크닉)
- 황윤걸 - 조슈아의 부하(버나드 카네페리) / 하키 해설원(존 바르베로)
- 이종혁 - 조슈아의 부하(마이클 개스턴) / 코치(켄 밀칙)
- 최원형 - 조슈아의 부하(잭 이어디)
- 박지훈 - 하키 해설원(마이크 랭)
- 이철용 - 어스본(제프 하웰)
- 박소라 - 조앤(제니퍼 D. 바우저)
- 엄현정 - 칼라(페이스 민톤)
- 윤성혜 - 타일러 맥코드(로스 맬링거) / 시장의 아내(글렌다 모건 브라운)
- 김호성 - 뤽 로비타이(본인)
- 이상범 - 시장(론 토마스)
- 송준석 - 선수(제이 코필드)